# Stary Targ
Stary Targ (niem. Altmark) – wieś w Polsce, w województwie pomorskim, w powiecie sztumskim, w gminie Stary Targ, której jest siedzibą. Miejscowość jest także siedzibą sołectwa Stary Targ, w którego skład wchodzą również Stary Dwór i Waplewo-Osiedle. Stary Targ jest położony przy drodze wojewódzkiej nr 517.
W miejscowości znajdują się m.in.: kościół rzymskokatolicki św. Apostołów Szymona i Judy Tadeusza (główny kościół parafii, obejmującej część terenów gminy), a także Zespół Szkolno-Przedszkolny im. Franciszka Jujki (szkoła podstawowa oraz przedszkole), Gminny Ośrodek Kultury, Gminna Biblioteka Publiczna, apteka, Zakład Opieki Zdrowotnej, placówka Ochotniczej Straży Pożarnej, cmentarz, urząd pocztowy, bank, stadion oraz kilka sklepów. Przez Stary Targ przepływa Młynówka Malborska (Kanał Juranda). Ulice znajdujące się w Starym Targu to (w kolejności pod względem liczby mieszkańców): Główna (do 2017 gen. K. Świerczewskiego), Nowotarska (do 2017 22 Lipca), T. Kościuszki, B. Malinowskiego, Pocztowa, J. Kusocińskiego, Z. Sierakowskiego, S. Staszica, Polna, kpt. M. Szczepańskiego i Sportowa.

## Nazwa
Najstarszą znaną nazwą miejscowości jest Aldemork. W 1410 po raz pierwszy użyta została polska nazwa Stary Targ (została wymieniona w kronice Jana Długosza).
12 listopada 1946 nadano miejscowości polską nazwę Stary Targ.

## Historia
W 1323 miejscowość została nazwana Aldemork, gdyż była prawdopodobnie osadą targową. Obszar ten zasiedlali wówczas zachodniobałtyjscy Prusowie. Pruski biskup misyjny Chrystian założył tu w latach 1215–1216 parafię. Prawdopodobnie w XIII wieku osada została zniszczona, a następnie w latach 1271–1276 ponownie zasiedlona na prawie chełmińskim. Znalazła się wówczas w komturii dzierzgońskiej (w granicach państwa krzyżackiego).
W 1325 został zbudowany gotycki kościół parafialny św. Apostołów Szymona i Judy Tadeusza.

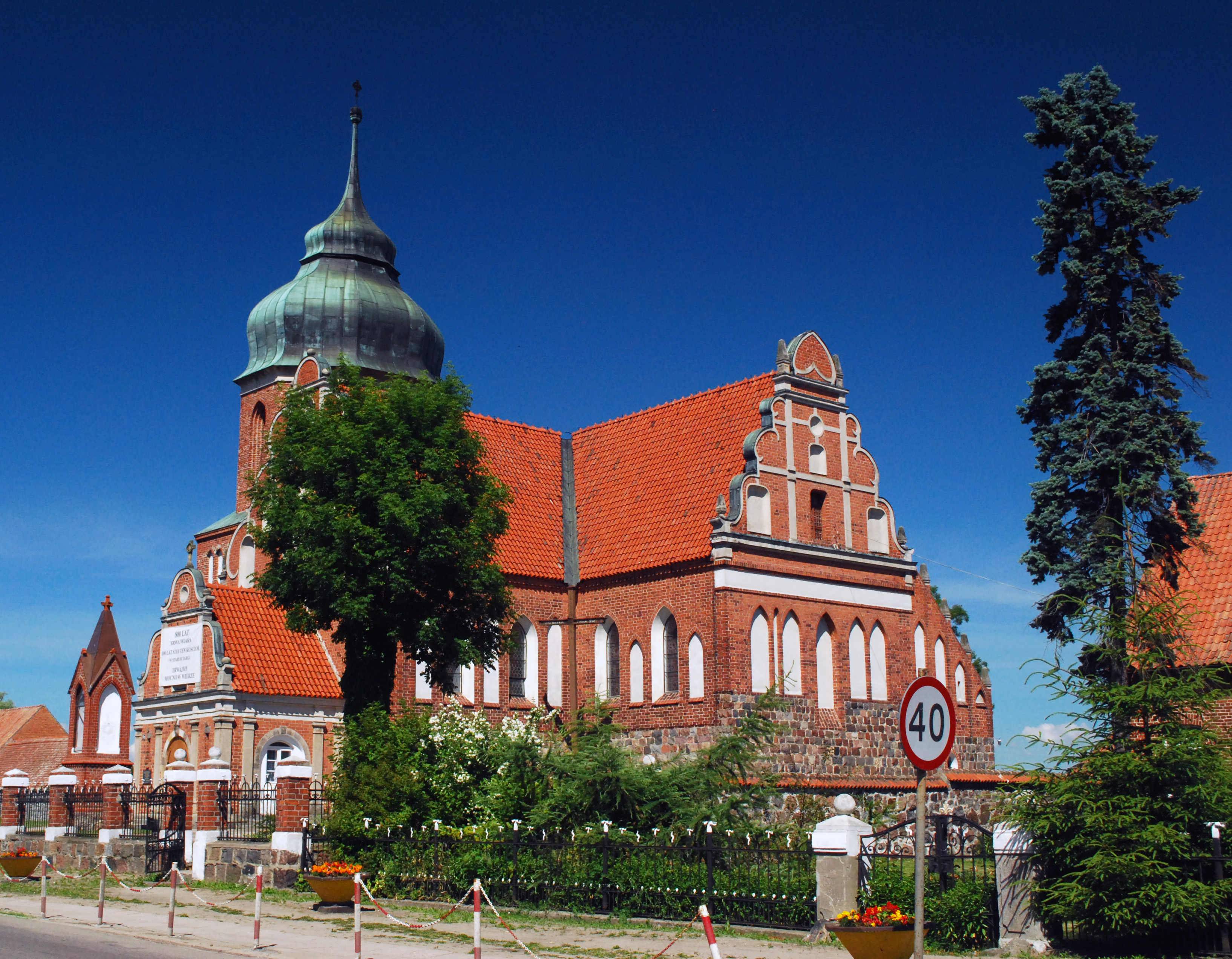
Starotarski kościół św. Apostołów Szymona i Judy Tadeusza

Od drugiej połowy XV wieku miejscowość należała do Prus Królewskich (Polskich) i województwa malborskiego. 26 września 1629 w Starym Targu królowie Polski Zygmunt III Waza oraz Szwecji Gustaw II Adolf podpisali rozejm w Altmarku (używano wówczas niemieckiej nazwy „Altmark”), kończący wojnę pomiędzy tymi krajami. W Starym Targu również Fabian Czema osadził  Jerzego Kalkstein Stolińskiego na 12 włókach  ziemi, żołnierza spod Chocimia. W latach 1655–1660 podczas II wojny północnej żołnierze króla szwedzkiego Karola X Gustawa ograbili i zniszczyli miejscowość oraz kościół, który wkrótce odbudowano. Od 1772 Stary Targ znajdował się na obszarze zaboru Królestwa Prus (w Prusach Zachodnich, od 1818 w powiecie Stuhm).
W 1807 w wyniku wielkiego pożaru miejscowości została zniszczona górna, drewniana część kościoła. W 1821 została ona naprawiona, a w 1869 wzniesiona nowa – drewniana. Od 1887 w miejscowości istniała poczta ze stacją telefoniczną, bank i dwuklasowa szkoła katolicka, a główna ulica była brukowana. 11 maja 1905 rozpoczęto budowę nowego, obecnego kościoła. 6 sierpnia 1906 odbyła się jego konsekracja (w 1993 został on wpisany do rejestru zabytków pod numerem A-1375). Na początku XX wieku miejscowość zamieszkiwali głównie katolicy narodowości polskiej. W plebiscycie w lipcu 1920 większość mieszkańców głosowała za przynależnością do Polski (jednak w gminie było inaczej, toteż miejscowość pozostała w granicach Niemiec, w prowincji Prusy Wschodnie). 
W latach 1929–1930 zbudowano w Starym Targu kościół ewangelicki, który istniał do 1945. W 1929 otwarto w miejscowości polską szkołę, której pierwszym kierownikiem był Antoni Sarnowski, a jego następcą Franciszek Jujka (aktualnie patron Zespołu Szkół, ojciec urodzonego w Starym Targu dziennikarza i satyryka Zbigniewa Jujki). W okresie międzywojennym istniały w Starym Targu 2 szkoły, a także 3 cmentarze: katolicki, ewangelicki i żydowski. W miejscowości znajdowało się też m.in. kilka sklepów kolonialnych, 2 zajazdy, stacja benzynowa, dom kultury, dom opieki społecznej, 2 młyny, wiatrak i młyn o napędzie elektrycznym, 3 kuźnie, 2 piekarnie i 2 domy podcieniowe.

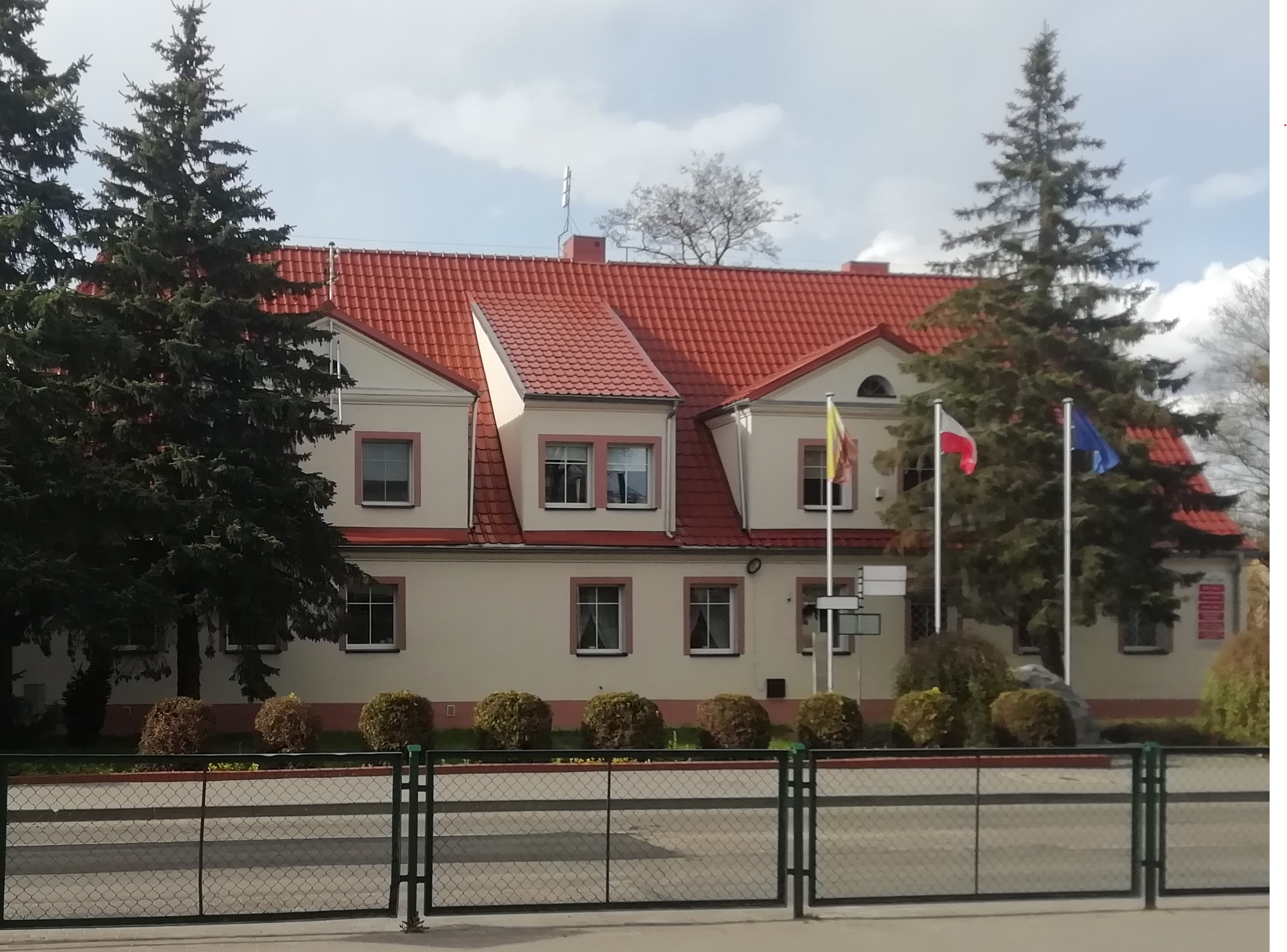
Budynek Urzędu Gminy w Starym Targu

Od 1945 miejscowość znajduje się w Polsce. Początkowo wraz z całym powiatem sztumskim wchodziła w skład mazurskiego okręgu administracyjnego, a od 7 lipca 1945 w skład województwa gdańskiego. Uchwałą z 4 grudnia 1972 powołana została gmina Stary Targ, która po reformie administracyjnej w 1975 znalazła się w granicach województwa elbląskiego, a od 1999 wchodzi w skład województwa pomorskiego. Od 2002 gmina należy do powiatu sztumskiego (po wydzieleniu go z powiatu malborskiego, reaktywowanego w 1999).

## Sport

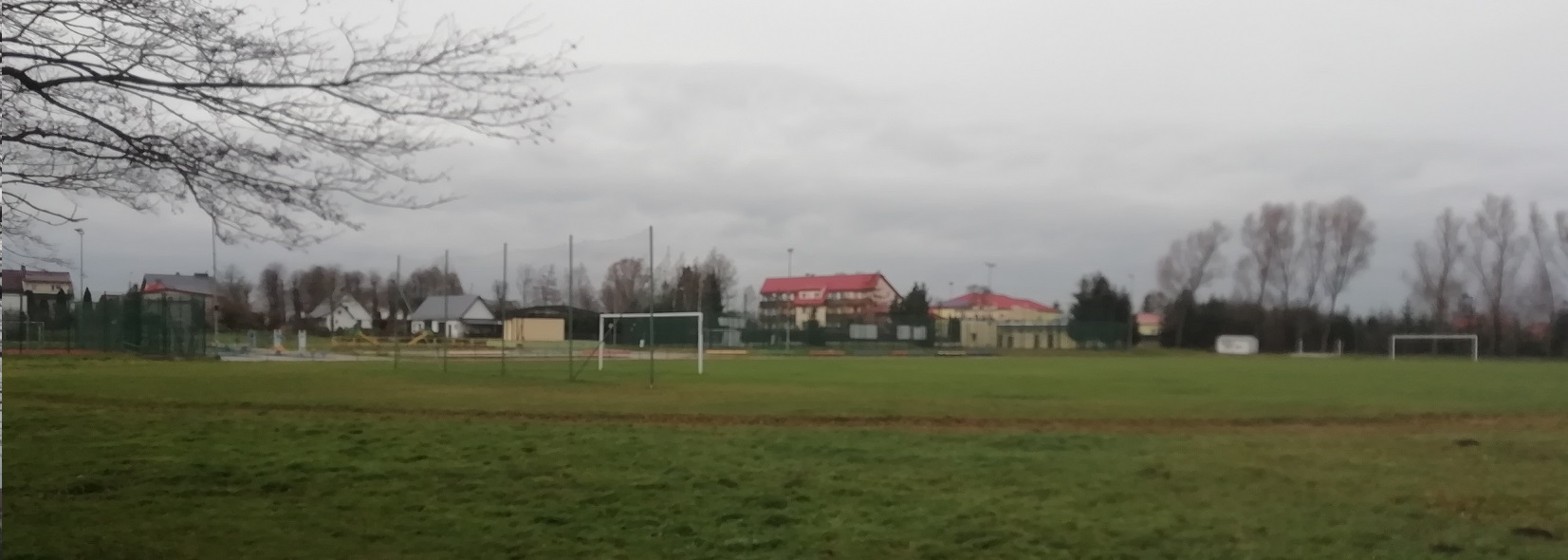
Stadion w Starym Targu

W miejscowości istnieje klub piłkarski GKS Powiśle Stary Targ. Powstał w 1992, kontynuując tradycje klubu Iskra Stary Targ, funkcjonującego w latach 1948–1991. Przed sezonem 2019/2020 wycofał się z rozgrywek B-klasy, jednak w 2021 ponownie został przyjęty w poczet okręgowego związku i w latach 2021–2023 jego drużyna ponownie była członkiem malborskiej B-klasy. Aktualnie klub prowadzi jedynie drużynę trampkarzy. Jego prezesem od 2023 jest Mateusz Jakubowski. W latach 1986–1991 działał także młodzieżowy klub Pionier Stary Targ (zajął on m.in. 7. miejsce w ogólnopolskim turnieju „Piłkarska Kadra Czeka”, wychowankiem klubu był m.in. Sylwester Wyłupski). W ramach obiektu sportowego, oprócz płyty głównej stadionu, znajduje się również bieżnia, a także – od 2009 – boisko wybudowane w ramach programu Orlik 2012.